# مؤشر الدول الهشة

الدول الهشة بحسب "مؤشر الدول الهشة" 2005–2013
تنبيه
تحذير
معتدل
مستدام
لا توجد معلومات / إقليم تابع

مؤشر الدول الهشة (سابقاً مؤشر الدول الفاشلة) هو التقرير السنوي الصادر عن صندوق السلام ومجلة فورين بوليسي في الولايات المتحدة منذ سنة 2005. وتضم القائمة الدول ذات السيادة في الأمم المتحدة فقط. وتُسْتَبْعَدُ عدد من الدول حتى يُصَدَق على مركزها السياسي في الأمم المتحدة، مثل: تايوان، الأراضي الفلسطينية، قبرص الشمالية، جمهورية كوسوفو، الصحراء الغربية وهذه الدول غير مدرجة بالقائمة.
ويستند التصنيف على مجموع الدرجات إلى 12 مؤشر. بالنسبة لكل مؤشر، تُوَضَّعُ تصنيفات على مقياس من 0 إلى 10، و0 يدل على (الأكثر إستقراراً) و 10 تعني (الأقل إستقراراً). النتيجة الإجمالية هي مجموع 12 مؤشر وهي على مقياس من 0-120.

## معايير التصنيف

### المؤشرات الاجتماعية
1. الضغوط الديموغرافية.
2. الحركة الهائلة للاجئين والمشرديين.
3. الانتقام.
4. هجرة الأدمغة.

### المؤشرات الاقتصادية
1. التنمية الاقتصادية غير المتوازنة.
2. التدهور الاقتصادي.

### المؤشرات السياسية
1. تجريم أو نزع الشرعية للدولة.
2. التدهور التدريجي للخدمات العامة.
3. الانتهاك الواسع لحقوق الإنسان.
4. الأجهزة الأمنية تظهر كدولة داخل دولة.
5. صعود النخب المنقسمة.
6. تدخل الدول الأجنبية بالدولة.